# Angie Everhart
Angela Kay 'Angie' Everhart (Akron (Ohio), 7 september 1969) is een Amerikaans actrice, filmproducente en voormalig model.

## Biografie
Everhart heeft de high school doorlopen aan de Harvey S. Firestone High School in haar geboorteplaats Akron (Ohio), en haalde in 1987 haar diploma. Everhart heeft een paar jaar in Parijs gewoond en spreekt hierdoor vloeiend Frans. Op zestienjarige leeftijd begon zij met modellenwerk.
Everhart was van 1996 tot en met 1997 getrouwd. In juli 2009 kreeg zij een zoon.

## Filmografie

### Films
Uitgezonderd korte films.
- 2018 Woman on the Edge - als mrs.
- 2018 Downward Twin - als Rita
- 2016 Another Day in Paradise - als Nicole
- 2014 The Wedding Pact – als Laura
- 2013 Blunt Movie - als supermodel
- 2011 Take Me Home Tonight – als Trish Anderson
- 2009 Bigfoot – als Brooke Caldwell
- 2008 The Unknown Trilogy – als Donna Patullo
- 2007 Payback – als Samantha
- 2006 Cloud 9 – als Julie
- 2006 Blunt Movie – als supermodel
- 2004 Bandido – als Natalie
- 2004 The Hollywood Mom's Mystery – als Julia Prentice
- 2004 The Cradle Will Fall – als Katie DeMaio
- 2003 Bugs – als Emily Foster
- 2003 Wicked Minds – als Lana
- 2003 1st to Die – als Chessy Jenks
- 2002 The Real Deal – als Samantha Vassar
- 2002 Bare Witness – als Carly Marsh
- 2001 Last Cry – als Beth Spinella
- 2001 The Substitute: Failure Is Not an Option – als Jenny
- 2001 Heart of Stone – als Mary Sanders
- 2000 Point Doom – als Jessica
- 2000 Gunblast Vodka – als Jane Woods
- 2000 The Stray – als Kate Grayson
- 1999 D.R.E.A.M. Team – als Kim Taylor
- 1999 Adrenaline TV – als gast
- 1999 Running Red – als Katherine
- 1999 BitterSweet – als Samantha Jensen
- 1998 Denial – als Candace
- 1998 The Gardener – als Kelly
- 1997 Executive Target – als Lacey
- 1997 Love in Paris – als Lea Calot
- 1996 Mad Dog Time – als Gabriella
- 1996 Bordello of Blood – als Lilith
- 1995 Jade – als Patrice Jacinto
- 1993 Last Action Hero – als videobabe

### Televisieseries
Uitgezonderd eenmalige gastrollen.
- 2001 – 2002 UC: Undercover – als Carly – 5 afl.
- 1999 The Dream Team – als Kim Taylor – 5 afl.
- 1998 3rd Rock from the Sun – als Chloe – 2 afl.

### Filmproducente
- 2014 Model Citizen - film
- 2009 Bigfoot - film
- 2009 Conquering Kilimanjaro with Angie Everhart – documentaire
- 2002 The Real Deal – film
- 2002 Bare Witness – film
- 2001 Last Cry – film

- Biblioteca Nacional de España: XX1106393
- Bibliothèque nationale de France: cb14175832c (data)
- Gemeinsame Normdatei: 131688545
- International Standard Name Identifier: 0000 0001 1438 8702
- Library of Congress Control Number: no2010088164
- Nederlandse Thesaurus van Auteursnamen: 343776170
- SNAC: w6mn26bp
- Virtual International Authority File: 17432473
- WorldCat: E39PBJcWx3qjj739pHvkMVTPwC